# Stanovništvo Solomonskih Otoka
Stanovništvo Solomonskih Otoka sastoji se od različitih etničkih, kulturnih, vjerskih i jezičnih skupina.
Solomonski Otoci imaju 584,578 stanovnika po procjeni iz 2012. Oko 94,5% stanovnika su Melanežani, 3% Polinežani, 1,2% Mikronežani, a ostale čine male europske i kineske zajednice. Postoji oko 120 jezika. Engleski je službeni jezik, ali govori ga samo između 1 i 2% stanovništva. Lingua franca je Pijin.
Gustoća naseljenosti je niska. Većina ljudi u živi malim grupama u naširoko razbacanim obalnim selima na brojnim otocima. 60% stanovništva živi u naseljima s manje od 200 ljudi, a samo 10% u urbanim područjima. Glavni grad Honiara, s populacijom od 30,000 stanovnika najveće je urbano područje. Slijede: Gizo, Auki i Kirakira.
Vjerske skupine obuhvaćaju različite varijante kršćanstva, najviše anglikance i katolike. Samo 5% otočana drž do starih poganskih uvjerenja.
Najbrojniju dobnu skupinu, čine osobe u dobi između 15 i 64 godine (53% u 2000. godini), a slijede osobe mlađe od 14 godina (44%), te osobe starije od 65 godina (3%). Procijenjeni prirast stanovništva bio je 2.61% (2006.)